# Carol Eduard Novak
Carol Eduard Novak. węg. Károly Eduárd Novák (ur. 28 lipca 1976 w m. Miercurea-Ciuc) – rumuński kolarz i działacz sportowy narodowości węgierskiej, medalista igrzysk paraolimpijskich, od 2020 do 2023 minister młodzieży i sportu.

## Życiorys

### Kariera sportowa
Początkowo trenował z sukcesami łyżwiarstwo szybkie, był wielokrotnym rekordzistą Rumunii w kategoriach juniorskich. W 1996 w wyniku wypadku drogowego utracił prawą stopę. Zaczął następnie uprawiać kolarstwo, zdobywając m.in. medale mistrzostw świata osób niepełnosprawnych. Regularnie startował też w profesjonalnych zawodach kolarskich, odnosił sukcesy w zawodach krajowych.
Czterokrotny medalista letnich igrzysk paraolimpijskich. W Pekinie w 2008 zdobył srebrny medal w jeździe indywidualnej na czas (kat. LC2). W Londynie w 2012 zajął ponownie drugie miejsce w tej samej konkurencji (kat. C4). Zwyciężył wówczas nadto w konkurencji kolarstwa torowego – biegu pościgowym indywidualnie (kat. C4). W 2021 wystartował w igrzyskach paraolimpijskich w Tokio, zdobywając srebrny medal w biegu pościgowym indywidualnie (kat. C4). W 2008 był chorążym rumuńskiej reprezentacji.

### Działalność zawodowa i polityczna
Ukończył studia na wydziale prawa Uniwersytetu Bukareszteńskiego. Został właścicielem fabryki zajmującej się produkcją protez i sprzętu medycznego. W 2012 utworzył grupę kolarską Tuşnad Cycling Team, później założył również akademię kolarską. W 2013 został przewodniczącym rumuńskiej federacji kolarskiej.
W grudniu 2020 wszedł w skład koalicyjnego rządu Florina Cîțu, obejmując w nim z rekomendacji Demokratycznego Związku Węgrów w Rumunii stanowisko ministra młodzieży i sportu. W listopadzie 2021 przeszedł na urząd ministra sportu w nowo powołanym gabinecie Nicolae Ciuki. Funkcję tę pełnił do czerwca 2023.